# Nescio vos
La locuzione latina Nescio vos, tradotta letteralmente, significa non vi conosco. (Matteo 25,12).
È la risposta dello sposo alle vergini sprovvedute protagoniste della parabola evangelica che arrivano troppo tardi al matrimonio.

Si usa per rifiutare qualche favore o il concorso della propria borsa a qualche amico scocciante, ma quasi sempre in tono di scherzo.